# Umberto II của Ý
Umberto II của Ý (15 tháng 9 năm 1904 – 18 tháng 3 năm 1983) là vị vua cuối cùng của Ý. Ông trị vì 34 ngày, từ ngày 09 tháng 5 tới ngày 13 tháng 6 năm 1946, vì vậy mà ông có biệt danh Re di Maggio (Vua tháng Năm). Ông rời Ý vài ngày trước khi công bố của nước Cộng hoà Ý thông qua cuộc trưng cầu dân ý ngày 02 tháng 6 năm 1946.

## Đầu đời

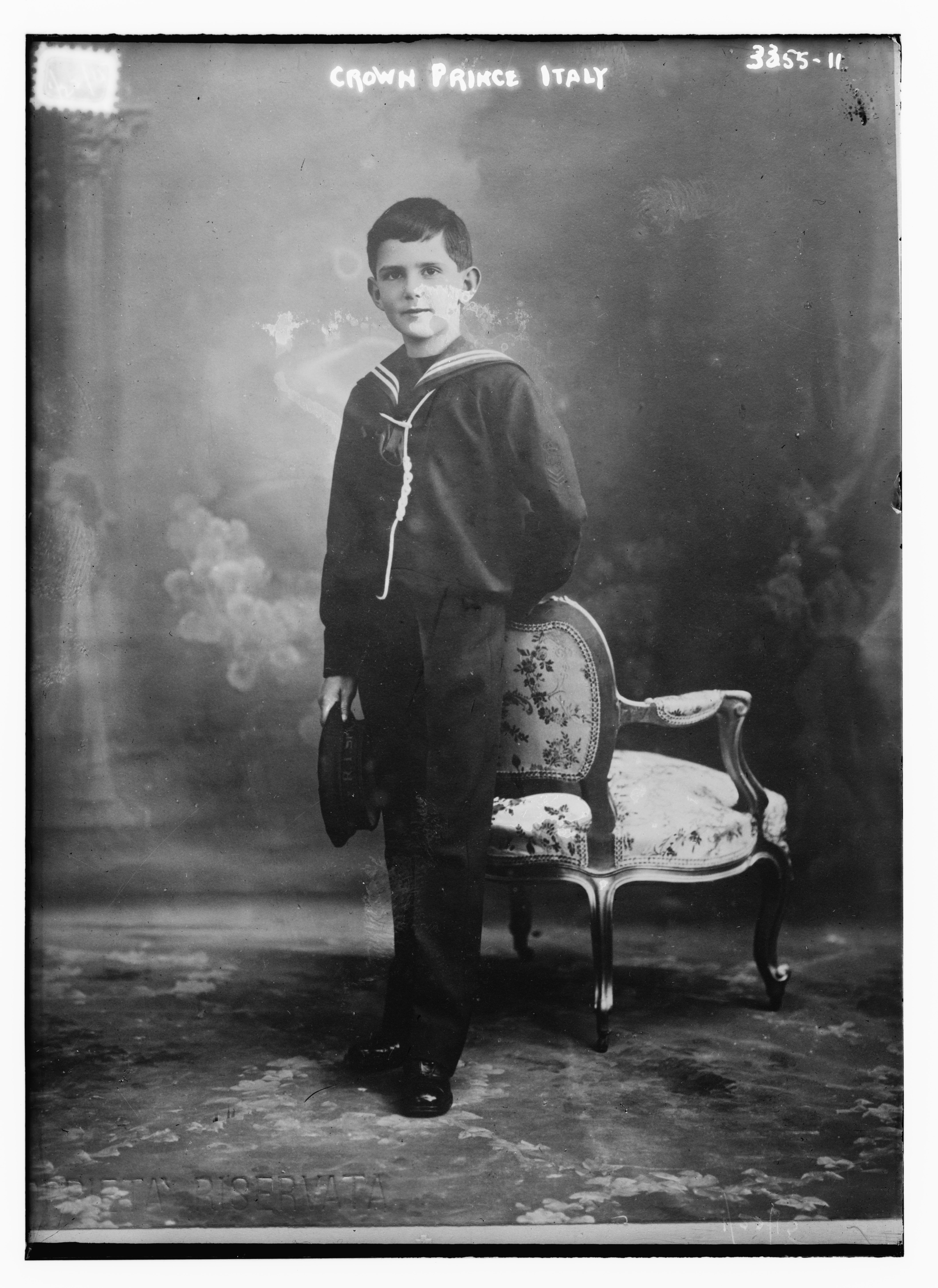
Umberto khi còn là một cậu bé

Umberto được sinh ra tại Lâu đài Racconigi ở Piedmont. Ông là con thứ ba và là con trai duy nhất của Vua Victor Emmanuel III của Ý và vợ ông, Elena của Montengro. Khi sinh ra, Umberto trở thành trữ quân vì ngai vàng của Ý chỉ dành cho con cháu nam giới. Umberto được thừa thưởng một nền giáo dục quân sự theo phong cách đặc trưng cho một hoàng tử của dòng tộc Savoia. Khi Umberto được 10 tuổi, nước Ý đã vướng vào cuộc khủng hoảng tháng 5 năm 1915, khi Victor Emmanuel III quyết định phá vỡ các điều khoản của Liên minh Ba nước bằng cách tuyên chiến với Đế quốc Áo-Hung nhưng vấp phải sự phản đối mạnh mẽ từ Quốc hội Ý. Trong tình thế khó khăn này, nhiều lần, nhà vua đã thảo luận về ý định thoái vị để truyền lại ngai vàng cho Hoàng tử Emanuele Filiberto, Công tước xứ Aosta thay vì Umberto. Nhà sử học đương thời người Anh Denis Mack Smith từng viết rằng lý do dẫn đến ý định bỏ qua quyền lợi thừa kế của con trai cả để ủng hộ cho một người họ hàng xa như Công tước Aosta khi đó của nhà vua không rõ ràng.
Umberto sinh trưởng trong một gia đình độc đoán và quân phiệt và thường phải "thể hiện sự sùng kính thái quá đối với người cha" tức Victor Emmanuel III; cả ở nơi riêng tư lẫn chốn đông người, Umberto luôn phải quỳ xuống và hôn tay cha trước khi được phép nói, cũng như phải đứng nghiêm và chào bất cứ khi nào nhà vua bước vào phòng, điều này vẫn được tiếp diễn ngay cả khi Umberto đã trưởng thành. Giống như các hoàng tử của Savoia khác trước, Umberto nhận được một nền giáo dục quân sự toàn diện nhưng đặc biệt là vắng mặt các bài học về chính trị. Khi Vương tộc Savoia giành quyền cai trị nước Ý, các vị vua của nhà Savoia sau này thường loại trừ các môn học về chính trị khỏi việc dạy học của những người thừa kế với kỳ vọng rằng họ sẽ học về nghệ thuật chính trị đích thực khi thừa kế ngai vàng.
Umberto cũng là em họ của Vua Alexander I của Nam Tư. Ông được phong làm Thân vương xứ Piedmont theo sắc lệnh Hoàng gia chính thức hóa vào ngày 29 tháng 9. Trong một cuộc phỏng vấn năm 1959, Umberto nói với tờ báo của Ý La Settimana Incom Illustrata rằng vào năm 1922, cha ông cảm thấy việc bổ nhiệm Benito Mussolini làm Thủ tướng là một "rủi ro chính đáng".

## Thân vương xứ Piedmont

### Chuyến công du đến Nam Mỹ, 1924
Umberto được thụ phong làm Thân vương xứ Piedmont vào ngày 29 tháng 9 năm 1904, chỉ sau 24 ngày chào đời. Ở tuổi 20, Umberto đã có chuyến công du ra nước ngoài đến Nam Mỹ từ tháng 7 đến tháng 9 năm 1924, đi cùng với gia sư riêng của ông đến Brasil, Uruguay, Argentina và Chile. Chuyến đi này là một phần trong kế hoạch chính trị của Chủ nghĩa phát xít nhằm liên kết đến những người Ý sống bên ngoài nước Ý với đất nước mẹ đẻ của họ và vì lợi ích của chế độ cai trị. Tại Brasil, các chuyến thăm đã được lên kế hoạch tới thủ đô quốc gia Rio de Janeiro và São Paulo. Tuy nhiên, một cuộc nổi dậy lớn đã nổ ra vào ngày 5 tháng 7 năm 1924, khi Umberto đã rời châu Âu, dẫn đến sự thay đổi trong chuyến công du buộc Umberto phải dừng chân tại Salvador, thủ đô của Bahia, và đi thẳng đến các quốc gia khác của Nam Mỹ. Khi trở về, Umberto được đón tiếp lại ở Salvador bởi Thống đốc Góis Calmon, và sự chào đón nồng nhiệt từ các thực thể chính trị khác.

### Sự nghiệp quân sự

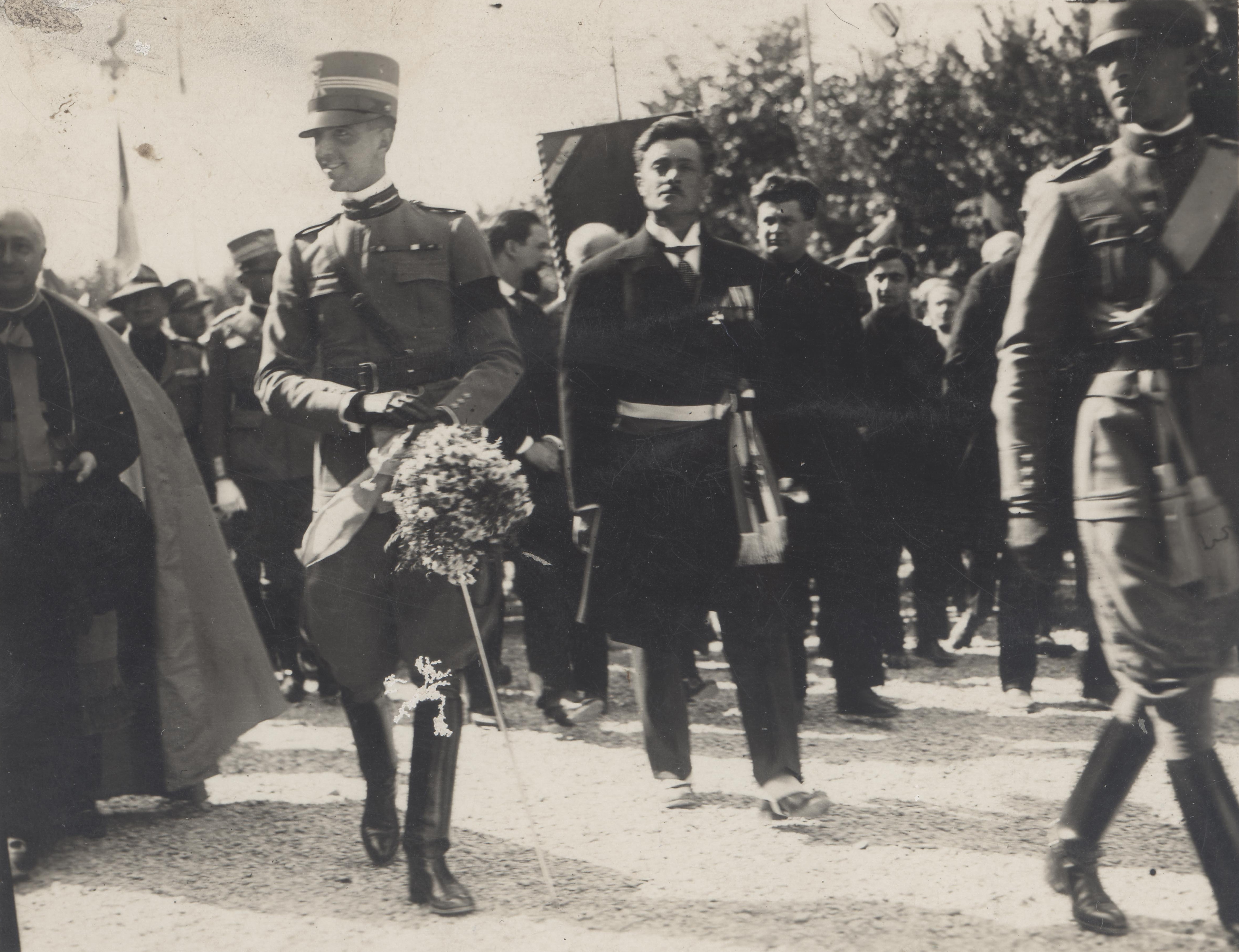
Thái tử Umberto (trái) trong bộ quân phục Ý, tháng 7 năm 1926

Umberto được đào tạo để theo nghiệp quân sự và trở thành tổng tư lệnh của quân đội miền Bắc, và sau đó là quân đội miền Nam. Vai trò này chỉ mang tính hình thức, vì quyền chỉ huy trên thực tế thuộc về cha ông, Vua Victor Emmanuel III, người tha thiết bảo vệ quyền chỉ huy tối cao của mình trước Benito Mussolini. Trước đó, theo thỏa thuận chung, Umberto và Mussolini phải luôn giữ khoảng cách. Năm 1926, Mussolini thông qua luật cho phép Đại hội đồng Phát xít quyết định việc kế vị và chọn người mới để kế vị ngai vàng, mặc dù thực tế, khi đó Umberto đã là người kế vị rõ ràng.
Một âm mưu ám sát đã diễn ra tại Bruxelles vào ngày 24 tháng 10 năm 1929, ngày thông báo về lễ đính hôn của Umberto với Công chúa Marie José. Khi hoàng tử đến viếng thăm tại Cột Đại hội ở Bỉ và chuẩn bị đặt vòng hoa trên Ngôi mộ của Người lính vô danh thì bỗng nhiên có tiếng hô reo ''Đả đảo Mussolini!''. Umberto đã bị bắn một phát duy nhất bởi một sinh viên người Ý tên Fernando de Rosa, nhưng phát súng cuối cùng đã trượt chỉ khiến Umberto cảm thấy điếng người.
Fernando de Rosa sau đó đã bị bắt và khi bị thẩm vấn, Fernando khai là thành viên của Đệ Nhị Quốc tế và là người đã trốn khỏi Ý để tránh bị bắt vì quan điểm chính trị. Phiên tòa xét xử Fernando là một sự kiện chính trị lớn, mặc dù sau đó Fernando bị kết tội cố ý giết người nhưng chỉ lãnh mức án nhẹ là 5 năm tù. Bản án này đã gây náo động chính trị ở Ý và làm rạn nứt trong quan hệ Bỉ-Ý trong một thời gian ngắn, vào tháng 3 năm 1932, Umberto đã yêu cầu ân xá cho Fernando, và ông được trả tự do sau khi chấp hành được chưa đầy một nửa bản án và cuối cùng bị giết trong cuộc nội chiến Tây Ban Nha.

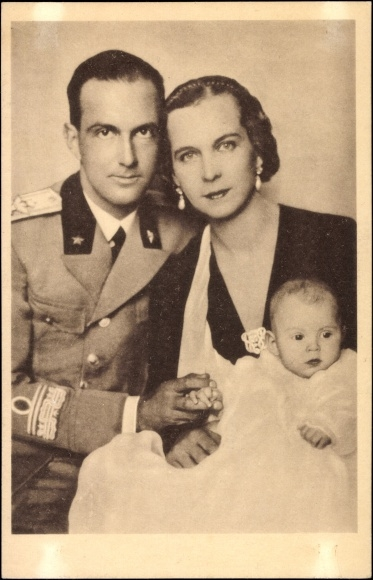
Thân vương xứ Piedmont cùng vợ, Marie José, Vương phi xứ Piedmont và con gái đầu lòng là Công chúa Maria Pia

Vào ngày 8 tháng 1 năm 1930 Umberto kết hôn với Công chúa Marie José của Bỉ, con gái út của Vua Albert I của Bỉ và Vương hậu Elisabeth (nhũ danh là Nữ công tước Elisabeth của Bayern) tại Roma vào ngày 8 tháng 1 năm 1930. Umberto và Marie José có bốn người con lần lượt là Công chúa Maria Pia (sinh 1934), Hoàng tử Vittorio Emanuele (sinh 1937), Công chúa Maria Gabriella (sinh 1940) và Công chúa Maria Beatrice (sinh 1943).

## Chế độ Phát xít Ý

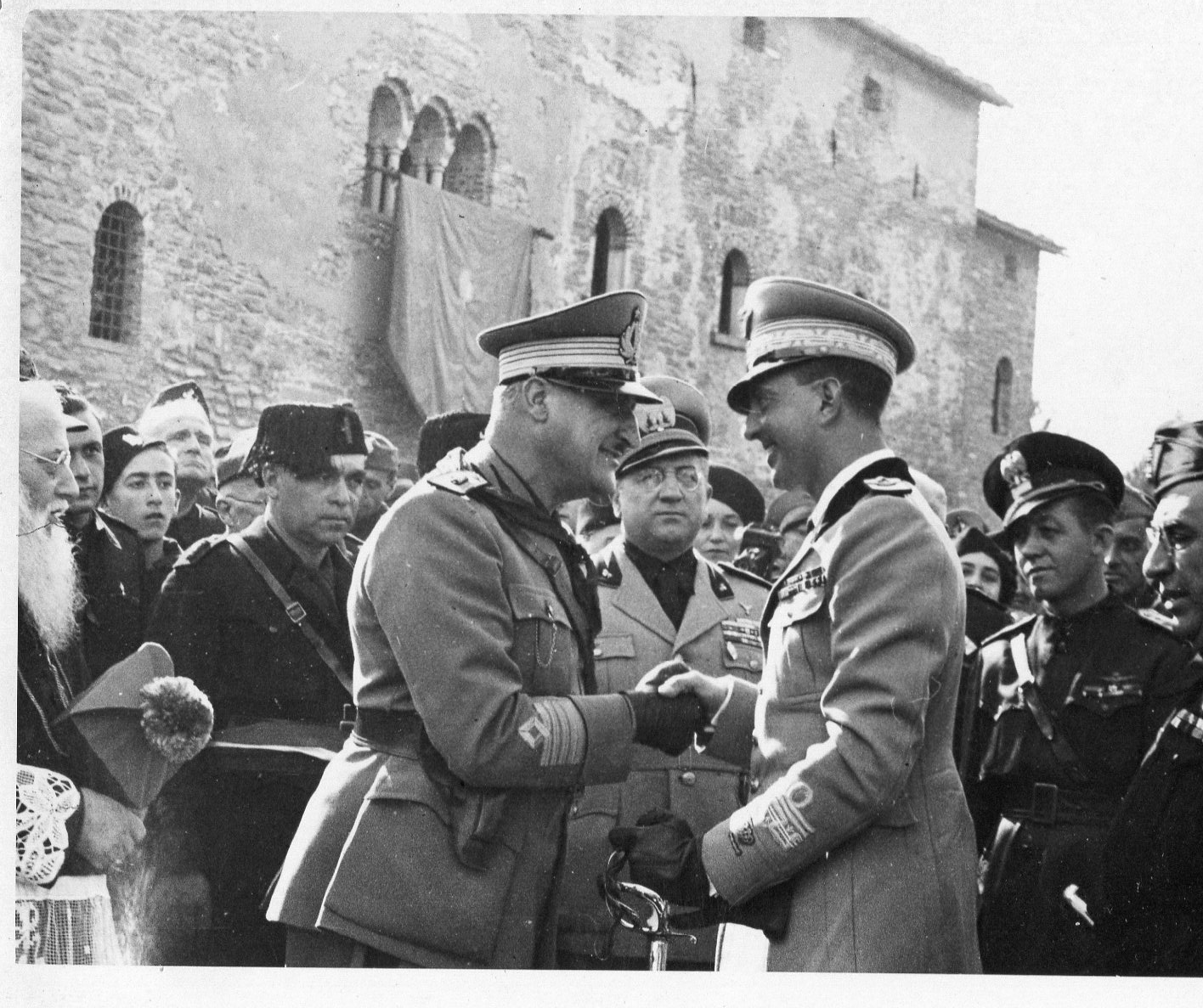
Eugenio Coselschi (phải) bắt tay với Umberto (trái), sau bài phát biểu của ông tại bảo tàng Alfredo Oriani vào tháng 10 năm 1938

Umberto không tham gia hoạt động chính trị tích cực nào cho đến khi ông được phong làm Trung úy. Umberto đã tạo ra một ngoại lệ khi Adolf Hitler yêu cầu gặp mặt ông. Hành động này không được coi là phù hợp với tình hình quốc tế khi đó, về sau Umberto bị loại khỏi sự góp mặt trong các sự kiện chính trị một cách khắt khe hơn. Năm 1935, Umberto công khai ủng hộ cuộc chiến chống lại Đế quốc Ethiopia, cuộc chiến mà ông gọi là "cuộc chiến chính nghĩa" mà ngay cả Giovanni Giolitti cũng sẽ ủng hộ nếu ông vẫn còn sống. Umberto muốn phục vụ trong cuộc chiến của Ethiopia, nhưng bị Victor Emmanuel III từ chối. Khi Umberto ở độ tuổi đôi mươi, ông đã cố gắng đáp ứng theo kỳ vọng của cha ông để cư xử như một sĩ quan quân đội; một hoàng tử vâng lời. Tuy nhiên, mối quan hệ của Umberto và cha ông luôn được giấu kín trước công chúng, điều mà sau này đã được ông đánh giá là ''vô cùng nhục nhã''. Vua Victor Emmanuel III bằng cách nào đó vẫn là một hình mẫu của một người cha lạnh lùng và xa cách điều này đã ảnh hưởng rất trong việc định hình nên tính cách của Umberto sau này. Umberto thỉnh thoảng chế giễu những khía cạnh khoa trương của Chủ nghĩa Phát xít cũng như việc ủng hộ của cha ông cho chế độ này, mặt khác ông lại ca ngợi Benito Mussolini như một nhà lãnh đạo vĩ đại.
Tại Nhà nước Cộng hòa Quốc gia Ý, dưới sự trở lại của Mussolini các tờ báo của phe Phát xít trong khu vực dưới sự kiểm soát của Cộng hòa Xã hội Ý đã "chỉ trích" Umberto, gọi ông là Stellassa theo một cách châm biếm trong ngôn ngữ Piedmont. Các tờ báo của phe Phát xít đã đưa tin một cách thái quá đến mức kỳ thị đồng tính luyến ái về các mối quan hệ khác nhau của Umberto với những người đàn ông như một cách để làm mất uy tín của ông. Cuối năm 1943, khi Phát xít đã công khai "lật tẩy" với báo chí về các vấn đề đồng tính của Umberto, khi đó ông mới được công chúng chú ý rộng rãi.

## Nhiếp chính của nhà vua

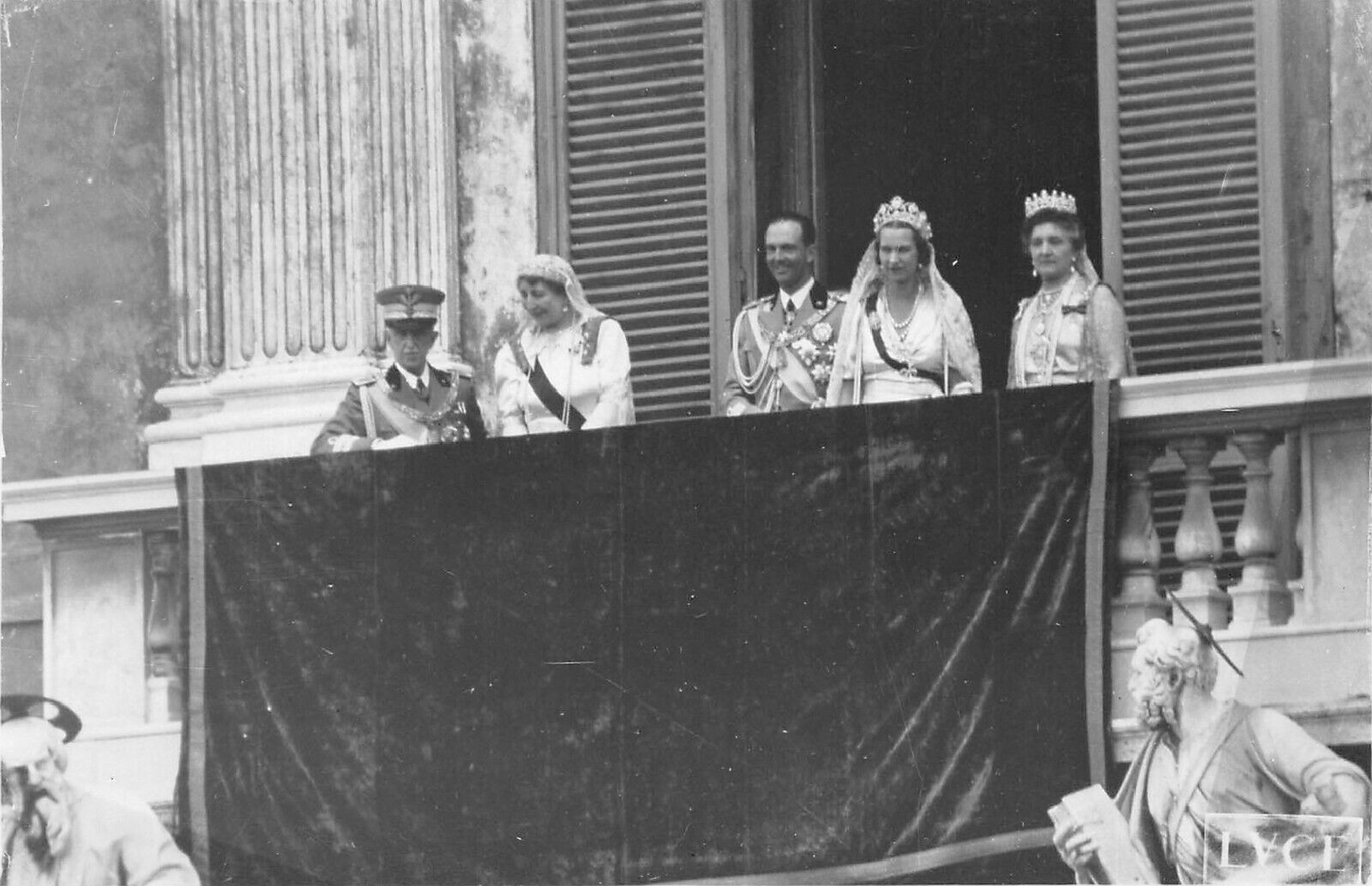
Hoàng gia Ý trên ban công cung điện năm 1937. Vua Victor Emmanuel III (trái) và Umberto (phải).

Tại cuộc họp vào ngày 10 tháng 4 năm 1944, dưới áp lực mạnh mẽ từ Robert Murphy và Harold Macmillan. Vua Victor Emmanuel III đã chuyển giao phần lớn quyền điều hành chính trị của mình cho Umberto. Nhà vua nói một cách cay đắng với Trung tướng Frank Noel Mason-MacFarlane của ông rằng Umberto không đủ tư cách để cai trị, việc giao quyền lực cho Umberto đồng nghĩa với việc để cho những người Cộng sản lên nắm quyền. Tuy nhiên, các vấn đề cuối cùng đã vượt qua khả năng kiểm soát của Victor Emmanuel. Sau khi Roma được giải phóng vào tháng 6, Victor Emmanuel đã chuyển giao các quyền hiến pháp còn lại của mình cho Umberto. Tuy nhiên, Victor Emmanuel vẫn giữ được danh hiệu Vua của Ý trên danh nghĩa. Trong thời kỳ làm Nhiếp chính, Umberto chỉ gặp cha mình ba lần, một phần vì muốn giữ khoảng cách và một phần vì mối quan hệ căng thẳng giữa hai người. Mack Smith đã viết rằng Umberto là người "hấp dẫn và cởi mở hơn cha mình, ông ấy thậm chí còn có tâm hồn của một người lính hơn, bớt cố chấp hơn và cũng như sẵn sàng học hỏi những thứ mới, nhưng, ở ông ấy, nhà vua hoàn toàn không có kinh nghiệm như một chính trị gia, hay tính sắc sảo và thông minh như cha của mình."
Thời kỳ làm nhiếp chính ban đầu của Umberto không gây ấn tượng tốt với hầu hết mọi người xung quanh ông, vì các tướng lĩnh và cố vấn thân cận ông là những Phát xít, Umberto coi quân đội là nền tảng quyền lực của ông và thường xuyên đe dọa kiện tội phỉ báng bất kỳ ai đưa ra nhận xét chỉ trích dù là nhỏ nhất. Bộ trưởng Ngoại giao Anh, Anthony Eden, sau khi gặp Umberto, ông đã viết rằng "Thân vương xứ Piedmont là người hời hợt nhất trong số những kẻ nông cạn đáng thương, và tiêu chuẩn duy nhất để lên ngôi là ông ấy có nhiều nét duyên dáng hơn người cha không có sức quyến rũ của mình". Về sau triết gia Benedetto Croce cũng từng gọi Umberto là "hoàn toàn tầm thường", ông nhận xét Umberto là người nông cạn, thường xuyên viển vông, hời hợt và trí thông minh thấp, và cũng như châm biếm về vấn đề đồng tính của ông.

## Chủ nghĩa cộng hòa

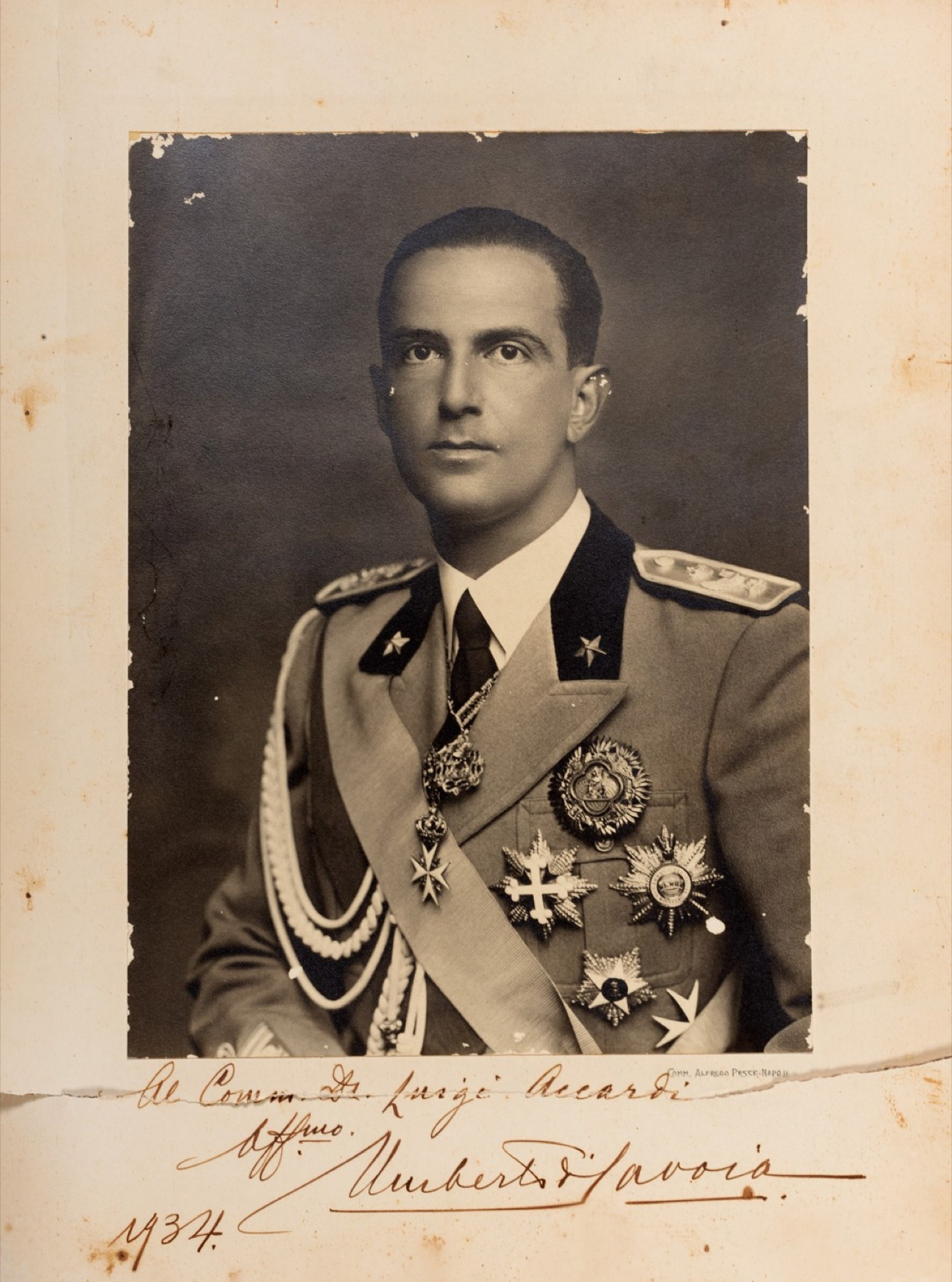
Chân dung Umberto, Thân vương xứ Piedmont

Hầu hết các nhà lãnh đạo của Ủy ban Giải phóng Dân tộc (CLN) hoạt động ngầm ở miền bắc nước Ý có xu hướng nghiêng về phe cộng hòa. Tuy nhiên, họ vẫn sẵn sàng chấp nhận sự hiện diện tạm thời của Umberto vì tin rằng với tính cách và những tin đồn lan rộng về cuộc sống riêng tư của Umberto sẽ đảm bảo rằng ông ta sẽ không tồn tại lâu trên cương vị là Nhiếp chính của Vương quốc và thậm chí khi ông trở thành vua khi cha ông thoái vị. Sau khi Roma được giải phóng vào ngày 6 tháng 6 năm 1944, các đảng phái chính trị Ý khác nhau đều gây áp lực mạnh mẽ lên Umberto để phế truất Pietro Badoglio, vì Badoglio đã phục vụ cho chế độ Phát xít đến khi cuộc đảo chính Hoàng gia diễn ra vào ngày 25 tháng 7 năm 1943, dẫn đến việc thành viên của đảng xã hội chủ nghĩa, Ivanoe Bonomi được bổ nhiệm làm Thủ tướng. Vào ngày 5 tháng 6 năm 1944, Victor Emmanuel chính thức trao lại quyền lực của mình cho Umberto và cuối cùng công nhận Umberto là Nhiếp chính của Vương quốc. Sau khi giải phóng Roma, Umberto nhận được sự chào đón nồng nhiệt của người dân khi trở lại nơi đây. Mack Smith đã nói rằng: sự đón tiếp thân thiện mà Umberto nhận được ở Roma có thể là do ông là biểu tượng của sự tầm thường sau sự chiếm đóng khắc nghiệt của Đức chứ không phải tình cảm thực sự mà người dân dành cho thái tử. Trong thời kỳ bị Đức chiếm đóng, phần lớn dân số Roma đã sống trong cảnh đói khát, những người trẻ tuổi đã bị bắt đi làm lao động khổ sai ở Đức trong khi quân phát xít Milizia, cùng với Wehrmacht và Schutzstaffel, đã phạm nhiều tội ác.
Vào tháng 10 năm 1944, Umberto, trong một cuộc phỏng vấn với The New York Times, tuyên bố rằng ông ủng hộ một cuộc trưng cầu dân ý để quyết định xem Ý sẽ là một nước cộng hòa hay một chế độ quân chủ thay vì để "câu hỏi về thể chế" được quyết định bởi quốc hội, cơ quan sẽ quyết định nước Ý. Cuộc phỏng vấn của Umberto đã gây ra tranh cãi khi các đảng cộng hòa lo ngại rằng một cuộc trưng cầu dân ý sẽ bị gian lận, đặc biệt là ở miền nam nước Ý. Trong cùng một cuộc phỏng vấn, Umberto đã đề cập đến niềm tin của ông rằng, sau chiến tranh, các chế độ quân chủ trên toàn thế giới sẽ chuyển sang cánh tả, và tuyên bố rằng dưới sự lãnh đạo của ông, nước Ý sẽ đi về phía cánh tả "một cách tự do, có trật tự" như ông hiểu "sức nặng quá khứ là trở ngại lớn nhất của chế độ quân chủ", điều mà ông sẽ giải quyết bằng cách "sửa đổi triệt để".

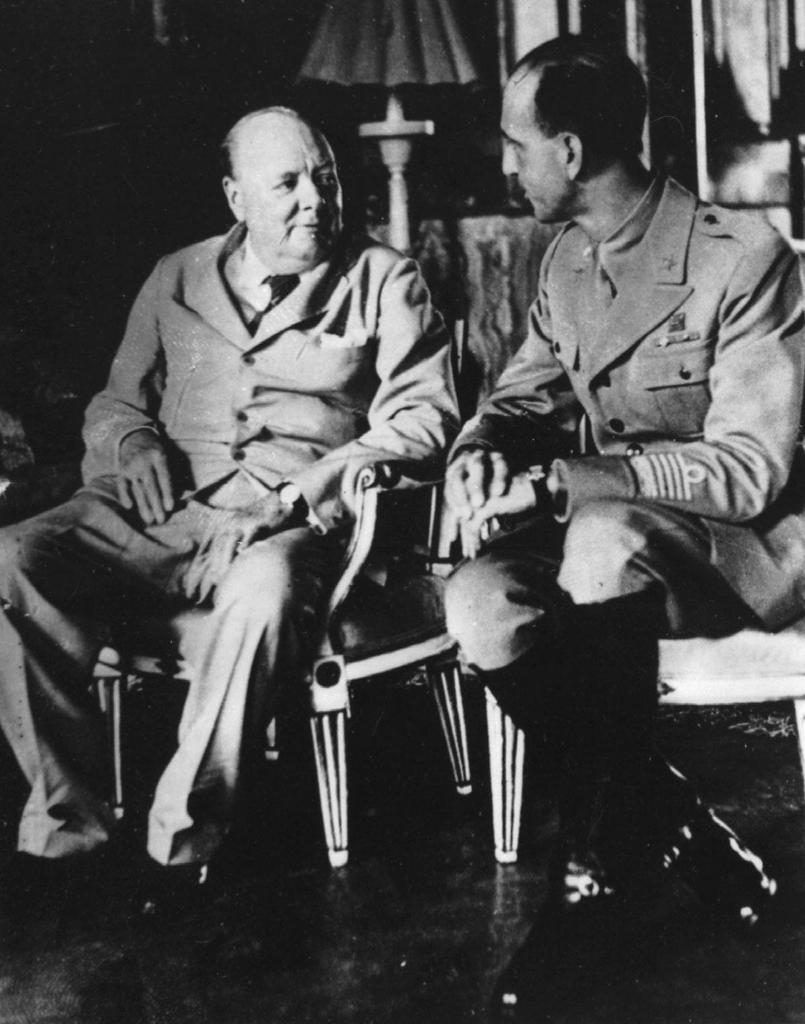
Umberto, Thân vương xứ Piedmont và Thủ tướng Winston Churchill của Anh, 1944

Đến cuối năm 1944, câu hỏi liệu Ủy ban Giải phóng Dân tộc hay Nhà vua sẽ đại diện cho người dân Ý đã xuất hiện. Ngày 25 tháng 11 năm 1944, Bonomi từ chức Thủ tướng, nói rằng ông không thể cầm quyền do những khó khăn với các nhà lãnh đạo của CLN, và do các chính trị gia không thể thống nhất được người kế nhiệm. Umberto đã sử dụng sự bế tắc để khẳng định lại quyền lực của chế độ quân chủ. Cuộc khủng hoảng kết thúc vào ngày 12 tháng 12 năm 1944 với việc Umberto bổ nhiệm một chính phủ mới dưới quyền Bonomi bao gồm các bộ trưởng từ bốn đảng, trong đó quan trọng nhất là Đảng Cộng sản và Đảng Dân chủ Cơ đốc giáo. Trước sự phản đối từ CLN, trên thực tế, khi Bonomi tuyên thệ nhậm chức Thủ tướng, Ivanoe Bonomi đã chấp nhận họ sẽ đại diện cho người dân Ý chứ không phải Nhà vua, trong khi vẫn tuyên thệ trung thành với Umberto trên cương vị là Nhiếp chính vương của Ý. Một nỗ lực của Umberto là nhằm yêu cầu Thủ tướng Anh, Winston Churchill đưa ra một tuyên bố công khai ủng hộ chế độ quân chủ đã khiến Macmillan cảnh báo Umberto cố gắng trung lập hơn về mặt chính trị với tư cách nhiếp chính. Tuy nhiên,  trong chuyến viếng thăm của Churchill đến Roma vào tháng 1 năm 1945, ông đã gọi Umberto là "một nhân vật ấn tượng hơn nhiều so với các chính trị gia trước". Như một cử chỉ nhằm thúc đẩy đoàn kết dân tộc sau những đau thương của chiến tranh, vào tháng 6 năm 1945, Umberto bổ nhiệm Ferruccio Parri, một nhà lãnh đạo du kích lỗi lạc, trở thành Thủ tướng.
Tháng 12 năm 1945, Umberto bổ nhiệm một chính phủ mới, bảo thủ hơn dưới thời Alcide De Gasperi. Một trong những hành động đầu tiên của chính phủ mới là tuyên bố Cao ủy trừng phạt chống chủ nghĩa phát xít sẽ ngừng hoạt động kể từ ngày 31 tháng 3 năm 1946 và bắt đầu thanh trừng các công chức do CLN chỉ định khỏi các khu vực được giải phóng ở miền bắc nước Ý, khôi phục lại chế độ công chức đã phục vụ chế độ Phát xít trở lại vị trí cũ. Đồng thời, lần đầu tiên những người phụ nữ Ý được trao quyền bầu cử và giữ chức vụ chính thức, một lần nữa vấp phải sự phản đối của các đảng cánh tả, những người coi phụ nữ Ý bảo thủ hơn nam giới và tin rằng quyền bầu cử của phụ nữ sẽ có lợi cho phe quân chủ trong cuộc trưng cầu dân ý. Vì vậy, những người theo chủ nghĩa quân chủ ủng hộ việc trì hoãn trưng cuộc cầu dân ý càng lâu càng tốt, trong khi những người cộng hòa ủng hộ một cuộc trưng cầu dân ý diễn ra nhanh chóng, hy vọng rằng quá trình cực đoan hóa thời chiến sẽ có lợi cho họ.

## Vua Ý
Với hy vọng muộn màng để ảnh hưởng dư luận trước cuộc trưng cầu dân ý về sự tồn tại của chế độ quân chủ, Victor Emmanuel III chính thức thoái vị và nhường ngôi cho Umberto. Vào ngày 9 tháng 5 năm 1946, Victor Emmanuel III chính thức tuyên bố thoái vị và Umberto trở thành Umberto II của Ý. Sau khi Vua Victor Emmanuel thoái vị và chuẩn bị cho chuyến hành trình sang Ai Cập, cuộc gặp gỡ cuối cùng giữa hai người họ được cho là có thái độ vô cảm và lạnh lùng đến từ phía cựu quốc vương.
Ở Ý vào thời đại này, Giáo hội Công giáo coi việc tiếp tục chế độ quân chủ là cách tốt nhất để kiềm chế quyền lực của phe cánh tả, và trong chiến dịch trưng cầu dân ý, các linh mục Công giáo đã dùng những lời truyền giáo của họ để lưu truyền rằng "mọi đau đớn của địa ngục" đều dành cho những người đã bỏ phiếu cho một nền cộng hòa. Nhà thờ Công giáo tin rằng những người bỏ phiếu cho một nền cộng hòa sẽ là bỏ phiếu cho những người Cộng sản. Vào một ngày trước cuộc trưng cầu dân ý, ngày 1 tháng 6 năm 1946, Giáo hoàng Pius XII, trong một bài giảng tại Quảng trường Thánh Phêrô, đã nói trong rằng: "Vấn đề là gì? Vấn đề là liệu quốc gia này hay quốc gia kia, trong hai chị em Latinh [Pháp cũng đang có cuộc bầu cữ diễn ra cùng cùng ngày] với hàng nghìn năm văn hiến, sẽ tiếp tục học hỏi trên nền tảng vững chắc của Cơ đốc giáo... hay ngược lại, họ muốn trao số phận tương lai của mình cho quyền năng bất khả thi của một nhà nước thế tục không có lý tưởng, không có tôn giáo, và không có Chúa. Một trong hai lựa chọn thay thế này sẽ xảy ra tùy theo việc ai sẽ dành được chiến thắng". Umberto tin rằng sự ủng hộ từ Giáo hội Công giáo sẽ mang tính quyết định và ông sẽ thắng cuộc trưng cầu dân ý. Alcide De Gasperi công nhận Umberto trở thành Vua của Ý, nhưng lại từ chối chấp nhận tước vị tiêu chuẩn truyền thống dành cho các vị vua Ý trước đó là "trong Ân điển của Chúa và ý chí của người dân".

## Thoái vị
Vào ngày 2 tháng 6 năm 1946 trưng cầu dân ý diễn ra với sự tham gia của gần 90% cử tri, hơn 54% đa số đã bỏ phiếu để biến Ý thành một nước cộng hòa. Ở khu vực Nam Ý người dân đã kiên quyết bỏ phiếu ủng hộ cho chế độ quân chủ trong khi vùng Bắc Ý, nơi đô thị hóa và công nghiệp hóa hơn đã bỏ phiếu kiên quyết cho một nền cộng hòa. Miền bắc nước Ý được quản thúc bởi những người theo Cộng hòa Xã hội Ý đã cáo buộc các nghi vấn đồng tính luyến ái của nhà vua đã chống lại ông trong việc tác động đến các cử tri và khiến ít nhất một số người bảo thủ bỏ phiếu cho phe cộng hòa.
Khi lưu vong ở Ai Cập, Victor Emmanuel được cho là "không tỏ ra ngạc nhiên" về kết quả của cuộc trưng cầu dân ý vì chắc có lẽ ông đã có thể đoán trước được kết quả của nó. Trong rất nhiều lần, cựu quốc vương thường tỏ thái độ rõ trong việc đánh giá thấp người con trai cả này, ông gọi Umberto là "một kẻ thất bại, không thích hợp làm Vua", sau kết quả bầu cử Victor Emmanuel đã tuyên bố rằng "phe quân chủ sẽ thắng trong cuộc trưng cầu dân ý nếu ông không thoái vị". Về phía Umberto, ông được cho là đã dự đoán bản thân sẽ giành chiến thắng trong cuộc trưng cầu dân ý, và đã vô cùng sốc khi đa số người dân của ông ủng hộ cho một nền cộng hòa.
Nền cộng hòa của Ý chính thức được tuyên bố bốn ngày sau đó, kết thúc triều đại 34 ngày ngắn ngủi của Umberto với tư cách là Vua. Lúc đầu, Umberto từ chối chấp nhận cái mà ông gọi là "sự bất hợp pháp thái quá" của cuộc trưng cầu dân ý, và phản ứng tồi tề với việc mình bị phế truất. Trong tuyên bố chính thức cuối cùng của mình với tư cách là Quốc vương, Umberto từ chối chấp nhận nền cộng hòa, nói rằng ông là nạn nhân của một cuộc đảo chính bởi các bộ trưởng của mình và cuộc trưng cầu dân ý đã bị gian lận để chống lại ông.
Sự thoái vị của Umberto đã báo hiệu cho việc kết thúc sự trì vị của Vương tộc Savoia lên đất Ý. Vào ngày 12 tháng 6 năm 1946, chế độ quân chủ Ý chấm dứt và Umberto rời khỏi đất nước. Thủ tướng Alcide de Gasperi nhậm chức với tư cách là Nguyên thủ quốc gia lâm thời của Ý. Vào khoảng 3 giờ chiều ngày 13 tháng 6 năm 1946, Umberto rời Cung điện Quirinal lần cuối cùng với những người hầu cận tập trung trong sân để tiễn đưa ông, và nhiều người đã không cầm nổi nước mắt. Tại sân bay Ciampino ở Roma, khi Umberto bước lên chiếc máy bay đưa ông đến Lisboa, một carabiniere đã nắm lấy tay Umberto và nói: "Bệ hạ, chúng tôi sẽ không bao giờ quên ngài!".

## Qua đời

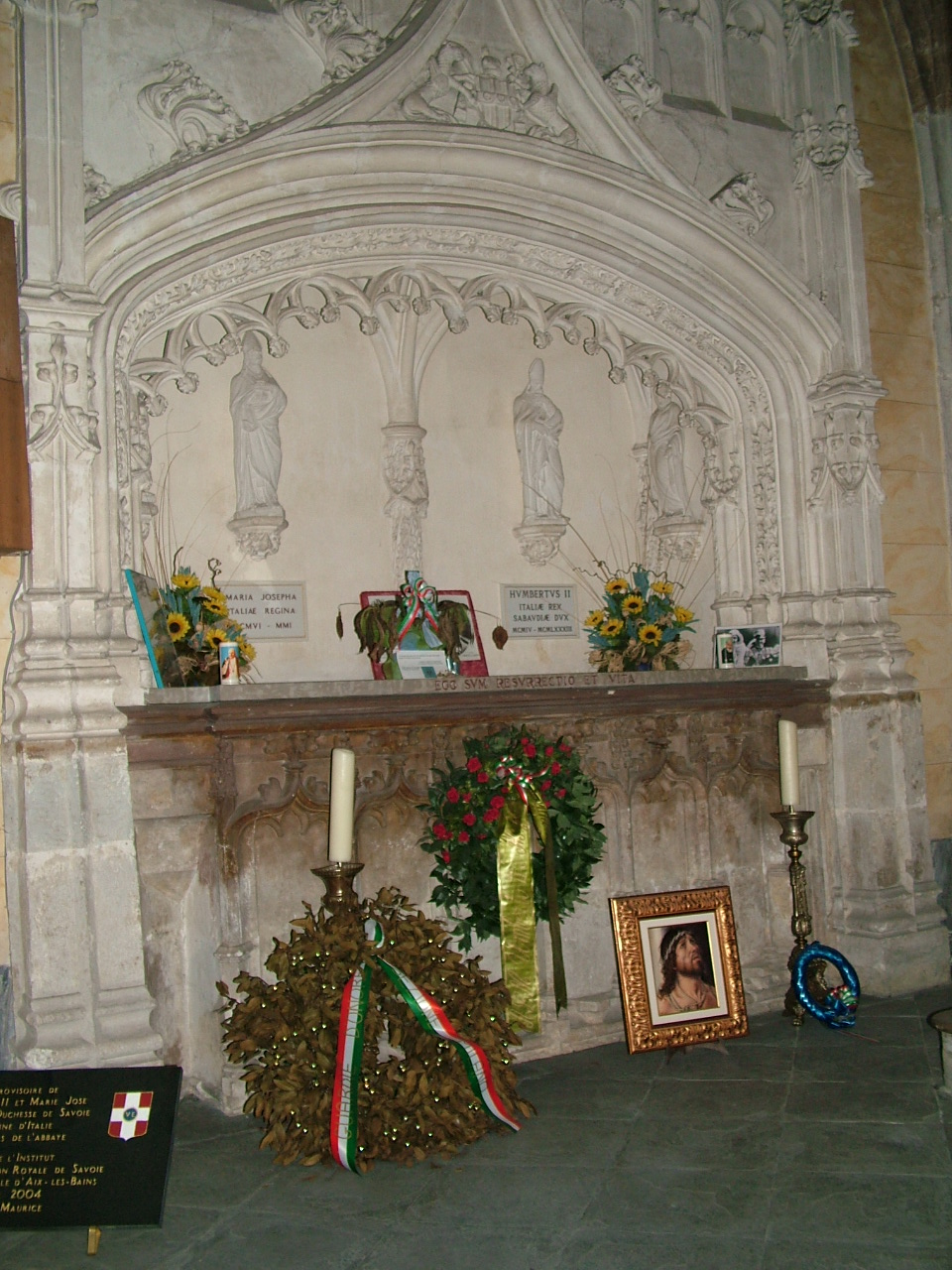
Lăng mộ của Umberto II tại Tu viện Hautecombe

Vua Umberto II đã sống lưu vong 37 năm tại Cascais, Bồ Đào Nha và ông không bao giờ đặt chân đến Ý trong suốt khoảng thời gian còn lại trong cuộc đời vì hiến pháp năm 1948 của Cộng hòa Ý không chỉ cấm việc sửa đổi hiến pháp để khôi phục chế độ quân chủ mà cho đến năm 2002, hiến pháp đã cấm tất cả những người thừa kế nam giới của ngai vàng Ý không được đặt chân trên đất Ý. Các thành viên nữ của Nhà Savioa không bị cấm, ngoại trừ phối ngẫu của Umberto, cựu Vương hậu Marie José. Trong thời gian lưu vong mối quan hệ giữa Umberto và Marie José đã trở nên căng thẳng, và kết quả là cuộc hôn nhân của họ tan vỡ. Về sau, Marie José chuyển đến Thụy Sĩ trong khi Umberto vẫn ở lại Bồ Đào Nha, tuy nhiên, là người Công giáo, họ chưa bao giờ chính thức đệ đơn ly hôn. Năm 1983, vào thời điểm Umberto hấp hối, Tổng thống Sandro Pertini đã yêu cầu Quốc hội Ý cho phép mang thi thể của Umberto sau khi mất được trở về quê hương. Umberto qua đời ở Genève và được chôn cất tại Tu viện Hautecombe, trong nhiều thế kỷ đây là nơi chôn cất các thành viên của Vương tộc Savoia.

## Tước hiệu, tước vị

### Tước hiệu
- 15 tháng 9 năm 1904 – 29 tháng 9 năm 1904: Hoàng tử Umberto của Ý Điện hạ
- 29 tháng 9 năm 1904 – 9 tháng 5 năm 1946: Thân vương xứ Piedmont Điện hạ
- 9 tháng 5 năm 1946 – 12 tháng 6 năm 1946: Bệ hạ Quốc vương Ý
- 12 tháng 6 năm 1946 – 18 tháng 3 năm 1983: Bệ hạ Quốc vương Umberto II của Ý

### Vinh dự của Ý
- Vương tộc Savoia:
  - Sovereign Knight of the Supreme Order of the Most Holy Annunciation, with Collar
  - Sovereign Knight Grand Cross of the Royal Order of Saints Maurice and Lazarus
  - Sovereign Knight Grand Cross of the Royal Order of the Crown
  - Sovereign Knight Grand Cross of the Royal Military Order of Savoy
  - Sovereign Knight Grand Cross of the Royal Civil Order of Savoy
  - Sovereign Knight Grand Cross of the Royal Order of the Star of Italy
  - Sovereign Knight of the Order of Merit for Labour
  - Sovereign Knight Grand Cross of the Order of the Roman Eagle
- Sovereign Military Order of Malta:[42]
  - Bailiff Grand Cross of Justice, Special Class
  - Grand Cross of the Order of Merit, with Collar
- Two Sicilian Royal Family:
  - Knight of Saint Januarius, with Collar
  - Grand Cross of Justice of the Two Sicilian Royal Sacred Military Constantinian Order of Saint George, with Collar
- Vương tộc Habsburg: [43]
  - Grand Cross of the Military Order of Saint Stephen
  - Grand Cross of Saint Joseph

### Một số vinh dự nước ngoài
- Bỉ: Grand Cordon of the Order of Leopold
- Đan Mạch: Knight of the Elephant[44]
- Vương tộc Hohenzollern: Knight of the Black Eagle
- Monaco: Grand Cross of St. Charles
- Na Uy: Grand Cross of Saint Olav[45]
- Đế quốc Nga: Knight of Saint Andrew the Apostle the First-called
- Tây Ban Nha:[46]
- Thụy Điển: Knight of the Seraphim[47]
- Thailand: Knight of the Order of the Royal House of Chakri[48]
- United Kingdom: Royal Victorian Chain